# Juan Medina
Juan Medina, dit Jean Medina, est un footballeur français né le 7 mars 1954 à Barcelonnette. 
Il joue comme gardien de but au FC Tours, en 2e division.
Il dispute 29 matchs en Division 2 lors de la saison 1974-1975 et 17 matchs en Division 2 en 1975-1976.

## Carrière de joueur
- 1965-1972 :  Tours FC (Ligue 2)
- 1972-1974 :  CD Jupiter Barcelone
- 1974-1979 :  Tours FC (Ligue 2)
- 1979-1980 :  US Joué-lès-Tours
- 1980-1982 :  SO Châtellerault
- 1982-1985 :  Loches AC
- 1985-1987 :  AC Amboise[1]

## Carrière d'entraîneur
- 1987-1992 :  US Chambray-les-Tours
- 1992-1993 : saison sabbatique
- 1993-2007 :  Tours FC (entraîneur des gardiens) Indre et loire
- 2007-2010 :  Stade Brestois (entraîneur des gardiens) Bretagne
- 2011-2012 :  Foot Sal Port Vendres  (Championnat preferente Espagne )
- 2013-2015 : FC Canet Roussillon ( DH Languedoc-Roussillon )
- 2015-2017 :  FC Albères-Argelès ( DH Languedoc-Roussillon )
- 2017-2019 :  AS Perpignan Mediterranee ( DH Languedoc-Roussillon )
- 2019-2022 : Elne Football FC ( PH Languedoc-Roussillon )